# Гвинеја Бисао на Светском првенству у атлетици на отвореном 2017.
Гвинеја Бисао учествовала је на Светском првенству у атлетици на отвореном 2017. одржаном у Лондону од 4. до 13. августа девети пут. Репрезентацију Гвинеје Бисао представљала је 1 атлетичарка која се такмичила у бацању кугле.,
На овом првенству такмичарка Гвинеја Бисао није освојила ниједну медаљу.

## Учесници
Жене:
- Џесика Инчуде — Бацање кугле

## Резултати

### Жене
| Атлетичарка   | Дисциплина   | Лични рекорд | Квалификације | Квалификације | Полуфинале | Полуфинале | Финале                | Финале       | Детаљи |
| Атлетичарка   | Дисциплина   | Лични рекорд | Резултат      | Место         | Резултат   | Место      | Резултат              | Место        | Детаљи |
| ------------- | ------------ | ------------ | ------------- | ------------- | ---------- | ---------- | --------------------- | ------------ | ------ |
| Џесика Инчуде | Бацање кугле | 16,90д       | 14,63         | 15. у гр. А   |            |            | Није се квалификовала | 30 / 30 (31) |        |